# 크라이스트처치 대성당 (더블린)

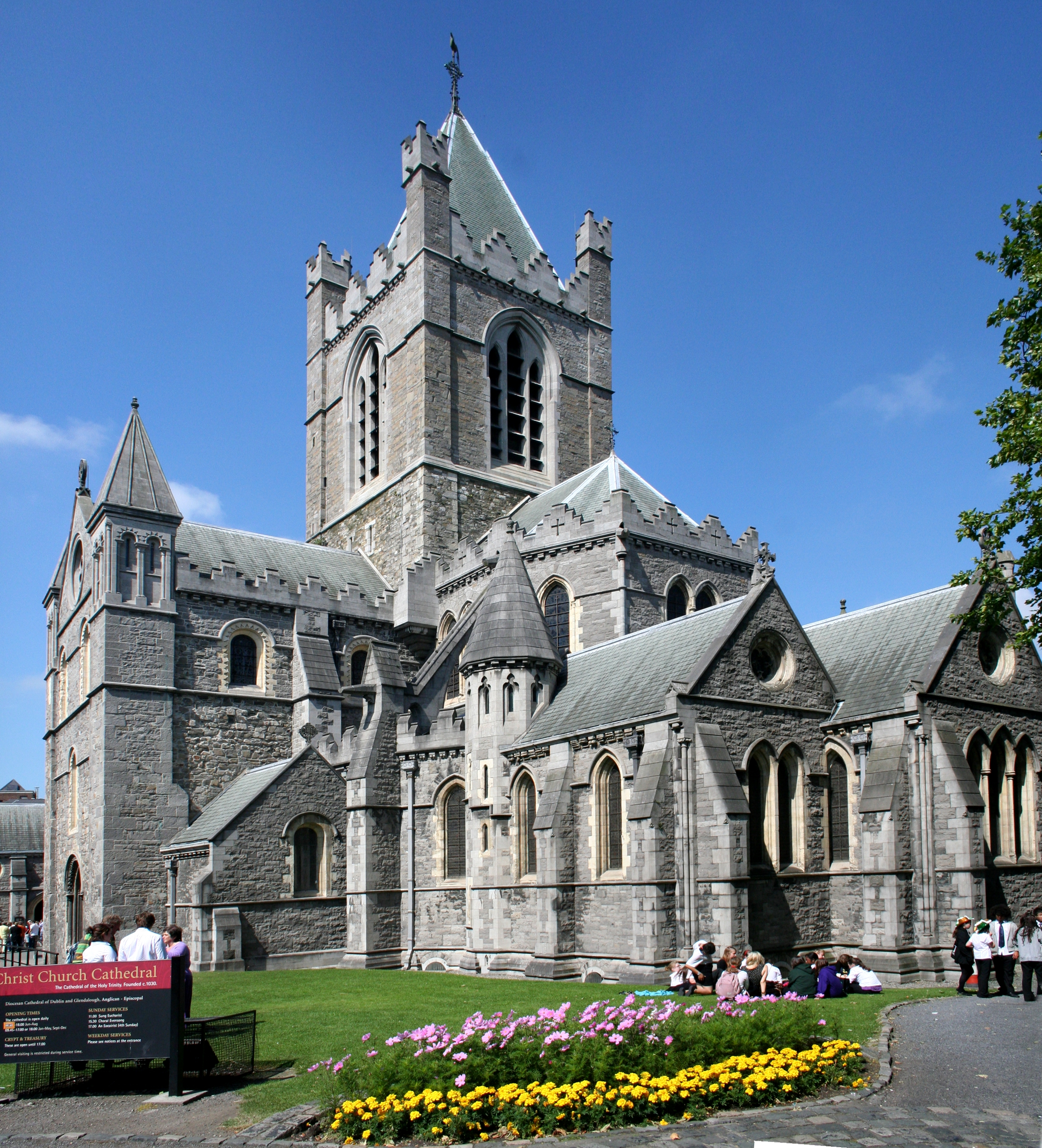
크라이스트처치 대성당

크라이스트처치 대성당(Christ Church Cathedral)은 아일랜드 더블린에 위치한 대성당이다.
